# میو ساکتاش
میو ساکتاش (کرواتی: Mijo Caktaš؛ زادهٔ ۸ مهٔ ۱۹۹۲) بازیکن فوتبال اهل کرواسی است.
از باشگاه‌هایی که در آن بازی کرده‌است می‌توان به باشگاه فوتبال هایدوک اسپلیت و باشگاه فوتبال روبین کازان اشاره کرد.
وی همچنین در تیم‌های ملی فوتبال زیر ۲۰ سال کرواسی، زیر ۲۱ سال کرواسی، و کرواسی بازی کرده‌است.